# Eunidia trialbofasciata
Eunidia trialbofasciata är en skalbaggsart som beskrevs av Stefan von Breuning 1960. Eunidia trialbofasciata ingår i släktet Eunidia och familjen långhorningar.
Artens utbredningsområde är Kenya. Inga underarter finns listade i Catalogue of Life.